# Ortofon
Ortofon è una compagnia danese di prodotti audio di alta fedeltà.
Nota soprattutto per le sue testine magnetiche per giradischi, con l'avvento della tecnologia CD è passata dalla produzione di massa al mercato di nicchia, dove è tuttora attiva con circa 500 000 pezzi venduti all'anno.

## Storia
Il nucleo di quella che è l'attuale compagnia nacque il 9 ottobre 1918 a Copenaghen con il nome di Electrical Phono Film Company per iniziativa di Axel Petersen e Arnold Poulsen, intenzionati a realizzare un sistema di sincronizzazione audio cinematografico; cinque anni più tardi, nel 1923, fu proiettato a Copenaghen il primo film sonoro.
La compagnia, nel corso degli anni, si dedicò allo sviluppo di microfoni, compressori dinamici, oscillografi e apparecchiature audio varie, e nel 1946 cambiò nome in Fonofilm Industrie.

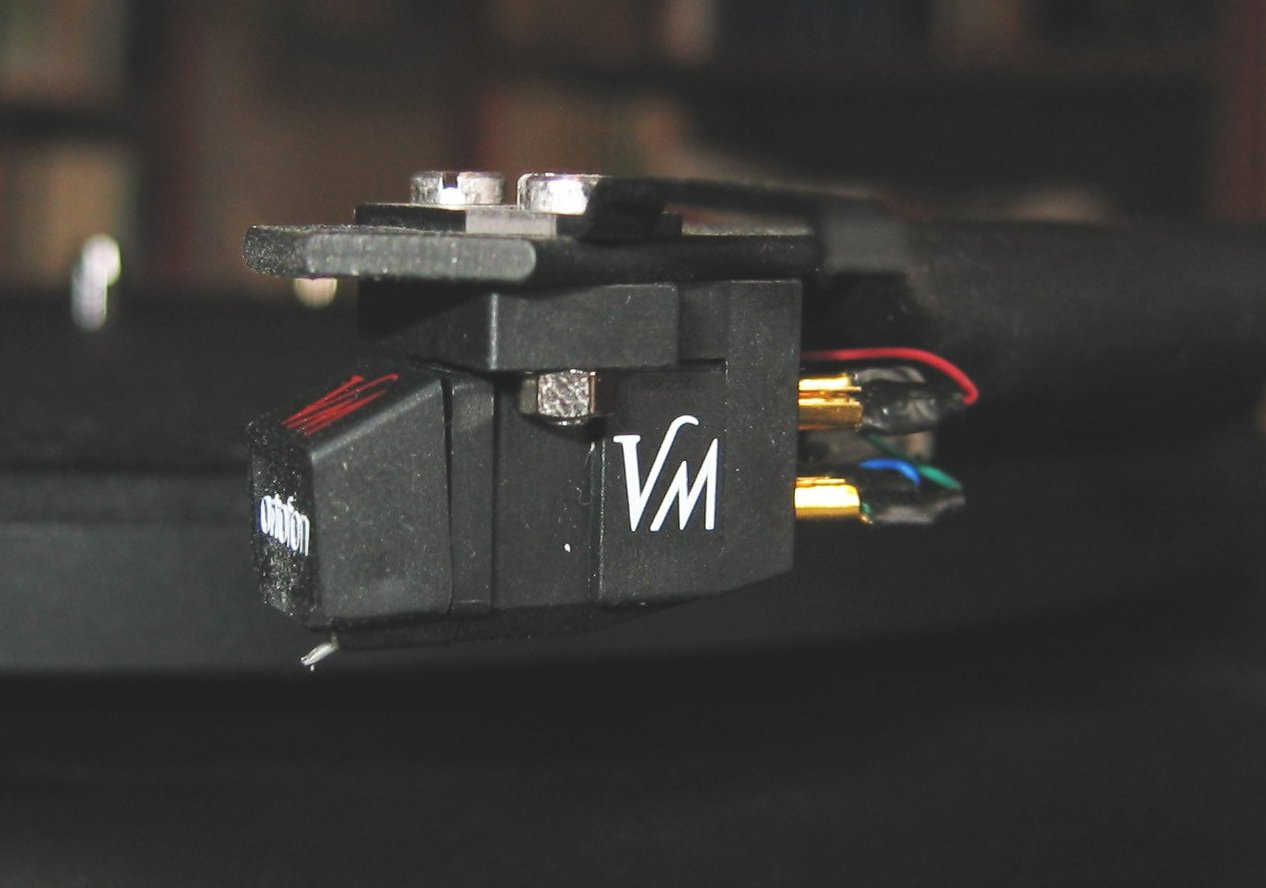
Una testina Ortofon

Sempre nel 1946 sviluppò la sua prima testina monofonica, per giradischi; nel 1948 commercializzò invece la prima testina a bobina mobile; all'avvento della stereofonia, nel dopoguerra, si costituì la divisione chiamata Ortofon, costruita sui termini greci όρθος (όrthos), "corretto", e φωνή (foné), "suono", e iniziò la produzione di testine stereo.
Nel corso degli anni la sua produzione andò via via specializzandosi proprio nella tecnologia dei fonorivelatori: bracci e testine magnetiche entrarono nel mercato di massa negli anni settanta e ottanta.
Con la graduale adozione della tecnologia CD e il progressivo abbandono dei dischi in vinile da parte del mercato di massa, il volume di vendite della Ortofon si ridusse drasticamente; la compagnia iniziò a diversificare le linee di prodotto, realizzando cavi audio in argento puro per favorire la miglior conduzione di segnale e orientandosi al mercato dei Disc jockey con la produzione di accessori specificatamente pensati per la tecnica scratch.
A circa 50 anni di distanza dal brevetto della testina a bobina mobile, Ortofon produce tuttora rilevatori audio con tale tecnologia; a uso del mercato DJ la compagnia produce anche cuffie stereofoniche e altri materiali.

## Prodotti (parziale)

### Testine magnetiche
| Nome                   | Anno      | Principio | Profilo dello stilo                                                                                    | Descrizione |
| "SPU"-Serie            | dal 1959  | MC        | sferico (R 18 µm) ellittico (r/R 8/18 µm) u.a.                                                         | professionale, diversi supporti |
| "M-15"                 | 1969      | MM        | sferico                                                                                                | prima magnetica Ortofon |
| "Concorde"-Serie       | 1979/1984 | MC/MM     | sferico (R 18 µm) ellittico (r/R 13/25 µm)                                                             | con ampli integrato per montaggio diretto su braccio, per impieghi dj; Modelli: "Arkiv", "Broadcast", "Digitrack", "DJ", "Electro", "Gold", "Kentaro", "Nightclub", "Pro", "Q.Bert", "Scratch", "Serato" |
| "OM"-Serie             | dal 1981  | MM        | ellittico (r/R 8/18 µm) "Fine Line" (r/R 8/40 µm) "FG 70" (r/R 7/70 µm)                                | per bracci molto leggeri |
| "MC 70 Anniversary"    | 1988      | MC        | "Replicant 80" (r/R 5/8 µm)                                                                            | edizione limitata per il 70º anniversario |
| "SPU Meister"          | 1992      | MC        | ellittico (r/R 8/18 µm)                                                                                | SPU-Version 50º anniversario di Robert Gudmandsen |
| "MC 7500"              | 1993      | MC        | "Orto-Line" (r/R 4,5/100 µm)                                                                           | edizione limitata 75º anniversario |
| "MC Rohmann"           | 1995      | MC        | "Orto-Line" (r/R 4,5/100 µm)                                                                           | per il direttore d'azienda Erik Rohmann |
| "MC Jubilee"           | 1998      | MC        | "Shibata" (r/R 6/50 µm)                                                                                | edizione limitata 80º anniversario |
| "SPU Royal N"          | 1998      | MC        | "Replicant 100" (r/R 5/100 µm)                                                                         | SPU-Version senza custodia |
| "Kontrapunkt b"        | 2000      | MC        | "FG 80" (r/R 5/80 µm)                                                                                  | edizione limitata 250º anniversario della morte di Johann Sebastian Bach, cantilever in Rubino |
| "SPU 85"               | 2003      | MC        | ellittico (r/R 8/18 µm)                                                                                | edizione in 500 pezzi per l'80º anniversario; custodia in legno di faggio giapponese, con laccatura Urushi                                                                                               |
| "Vinyl Master"-Serie   | 2004      | MM        | ellittico (r/R 8/18 µm) "Fine Line" (r/R 8/40 µm) "FG 70" (r/R 5/70 µm)                                | per il mercato tedesco, come la "500 Mk II" |
| "2M"-Serie             | 2007      | MM        | ellittico (r/R 8/18 µm) "Fine Line" (r/R 8/40 µm) "Shibata" (r/R 6/50 µm)                              | |
| "SPU 90th Anniversary" | 2008      | MC        | ellittico (r/R 8/18 µm)                                                                                | edizione di 500 pezzi per il 90º anniversario |
| "Windfeld"             | 2008      | MC        | "Replicant 100" (r/R 5/100 µm)                                                                         | Per Windfeld |
| "Cadenza"-Serie        | 2009      | MC        | "Fine Line" (r/R 8/40 µm) "FG 70" (r/R 6/70 µm) "Replicant 100" (r/R 5/100 µm) "Shibata" (r/R 6/50 µm) | "Jubilee" e "Kontrapunkt" |
| "A90"                  | 2010      | MC        | "Replicant 100" (r/R 5/100 µm)                                                                         | edizione limitata 90º anniversario, cantilever in boro |
| "Xpression"            | 2011      | MC        | "Replicant 100" (r/R 5/100 µm)                                                                         | sistema integrato per il montaggio diretto su braccio, cantilever in boro |
| "MC Anna"              | 2012      | MC        | "Replicant 100" (r/R 5/100 µm)                                                                         | Anna Jurjewna Netrebko, cantilever in boro, custodia in titanio |

### Bracci
- "AS-212S" (9")
- "AS-309S" (12")
- "RS-212D" (9")
- "RS-309D" (12")